# 伊号第百二十一潜水艦
| 「伊21」時代 （神戸港、1927年3月31日） |                                                                                  |
| 艦歴                                   |                                                                                  |
| 計画                                   | 大正12年度艦艇補充計画                                                           |
| 起工                                   | 1924年10月20日                                                                   |
| 進水                                   | 1926年3月30日                                                                    |
| 就役                                   | 1927年3月31日                                                                    |
| その後                                 | 1946年4月30日海没処分                                                            |
| 除籍                                   | 1945年11月30日                                                                   |
| 性能諸元                               |                                                                                  |
| 排水量                                 | 基準：1,142トン 常備：1,383トン 水中：1,768トン                                  |
| 全長                                   | 85.20m                                                                           |
| 全幅                                   | 7.52m                                                                            |
| 吃水                                   | 4.42m                                                                            |
| 機関                                   | ラ式1号ディーゼル2基2軸 水上：2,400馬力 水中：1,100馬力                          |
| 速力                                   | 水上：14.9kt 水中：6.5kt                                                         |
| 航続距離                               | 水上：8ktで10,500海里 水中：4.5ktで40海里                                        |
| 燃料                                   | 重油：225t                                                                       |
| 乗員                                   | 51名                                                                             |
| 兵装                                   | 40口径14cm単装砲1門 53cm魚雷発射管 艦首4門 魚雷12本 機雷敷設筒2本 八八式機雷42個 |
| 航空機                                 | なし                                                                             |
| 備考                                   | 安全潜航深度：75m                                                                |

伊号第百二十一潜水艦（いごうだいひゃくにじゅういちせんすいかん）は、大日本帝国海軍の潜水艦。伊百二十一型潜水艦の1番艦。竣工時の艦名は伊号第二十一潜水艦（初代）。太平洋戦争を生き延びたが、戦後、海没処分された。

## 艦歴
1921年（大正12年）の大正12年度艦艇補充計画で第四十八潜水艦として計画された。
川崎造船所で1924年10月20日に起工。11月1日、艦名を伊号第二十一潜水艦に変更。
1926年3月30日に進水、1927年（昭和2年）3月31日に竣工した。呉鎮守府籍。
1927年11月1日、伊122と共に横須賀鎮守府横須賀防備隊第9潜水隊を編成。また、同年から翌1928年の間、臨時の格納装置を設置した上で横廠式一号水上偵察機の試験の場となった。
1928年3月9日1100、横須賀湾にて速力試験中に、魚雷発射訓練中の駆逐艦「汐風」と衝突事故を起こして艦首を損傷。横須賀に戻って修理を受ける。
1931年10月15日、呉鎮守府第13潜水隊に編入。
1932年10月1日、第13潜水隊は呉防備隊に編入。
1935年11月15日、第13潜水隊は呉防備戦隊に編入。
1937年12月1日、第13潜水隊は第四艦隊第3潜水戦隊に編入。
1938年6月1日、艦名を伊号第百二十一潜水艦（伊121）に変更。
1940年5月1日、第13潜水隊は第5潜水戦隊に編入。10月11日、横浜港沖で行われた紀元二千六百年特別観艦式に参加。
1941年5月1日、第13潜水隊は第三艦隊第6潜水戦隊に編入。
太平洋戦争開戦時には第三艦隊第6潜水戦隊第13潜水隊に所属。1941年11月、横須賀を出港して海南島三亜に寄港。12月1日、三亜を出撃。7日、シンガポール北東海域に機雷88個を敷設し、ジョホール海峡東方入口を哨戒。12日にカムラン湾に寄港。19日から20日にかけてダバオを、24日にはホロ島をそれぞれ偵察。27日、ダバオに入港。
1942年1月5日、伊121はダバオを出港。12日、ダーウィン沖のクラレンス海峡に機雷39個を敷設。1月18日、オランダ貨客船1隻を撃沈したと報告。21日、哨戒艇に追跡され、爆雷を合計42発投下される。うち2発が燃料タンクを損傷させたが、伊121は逃げ切ることに成功。28日0400、姉妹艦の伊124との合流地点に到着するも、合流予定時刻の2300になっても伊124は現れなかった。伊124は24日に戦没していた。30日、伊121はダバオに到着し、「長鯨」に横付けして整備を受ける。
2月9日、伊121はダバオを出港し、アラフラ海に進出して気象偵察に従事。18日夕方、浮上充電中にオーストラリア軍の哨戒機に発見され、急速潜航して退避。28日、スターリング湾に到着。3月10日、第13潜水隊は連合艦隊付属となる。
同日、伊121はスターリング湾を出港し、21日に呉に到着して整備を受ける。この時、K作戦の支援のため、機雷庫と敷設筒をガソリンタンクに改造する。
4月10日、第13潜水隊は第六艦隊指揮下となる。
5月8日、伊121は呉を出港し、19日にクェゼリンに到着。21日、第2次K作戦の支援のためにクェゼリンを出港し、フレンチフリゲート礁に向かう。30日、フレンチフリゲート礁に米艦がいるとの報告を姉妹艦の伊123から受け取る。翌31日、伊121はフレンチフリゲート礁に到着し、伊123とともに米艦の動向をうかがう。6月1日、作戦の中止を受けて2隻はフレンチフリゲート礁を離れる。5日、リシアンスキー島南西沖合で、北東へ向けて浮上航走中の米潜水艦を発見するも、攻撃地点への移動に失敗。25日、伊121はクェゼリンに寄港した後、横須賀に戻った。7月14日、第13潜水隊は第八艦隊第7潜水戦隊に編入される。
16日、伊121は横須賀を出港し、24日にトラックに到着。31日にトラックを出港し、8月4日にラバウルに到着。7日にラバウルを出港し、ガダルカナル島方面に向かう。8日、セント・ジョージ岬南方30浬地点付近で、米潜S-38 (USS S-38, SS-143) に発見されるも、攻撃を受けることはなかった。同日、浮上航走中にオーストラリア軍の双発哨戒爆撃機ロッキード・ハドソンに発見される。この機は第32飛行隊ビル・シュタッツ軍曹の機で、ガダルカナル島に突入するべく進撃中の第八艦隊を発見した機だった。同機は伊121の司令塔に描かれた日の丸を確認して爆撃をしてきたが、伊121に損害はなかった。15日から18日にかけて、ルンガ泊地を偵察。22日1710、サンクリストバル島南東50浬地点付近で米第16任務群（司令官：T・C・キンケイド少将）を発見し雷撃を行うも、命中しなかった。うち、魚雷1本が米重巡「ポートランド」と、米空母「エンタープライズ」の間を通過していった。27日1630、サンクリストバル島南西175浬地点付近で、米空母「ワスプ」から発進したドーントレスの爆撃を受ける。爆弾1発が空のガソリンタンクに直撃して空気漏れを起こし、潜航不能となるも、応急修理により沈没せずに済んだ。29日0430、サンクリストバル島北東80浬地点付近で米空母1隻と護衛の駆逐艦複数を視認。0800には空母1、巡洋艦2、駆逐艦4の米艦隊を視認する。9月4日1500、ラバウルに到着して修理を受ける。8日にラバウルを出港し、20日に呉に到着して整備を受ける。
12月1日、伊121は呉を出港し、10日にトラックに到着。17日にトラックを出港し、21日にラバウルに到着。23日、ラバウルを出港し、ブナへの輸送作戦を行う。ラバウルに戻った後、1943年1月4日、ラバウルを出港してニューギニア島南東方面の哨戒を行う。25日にラバウルに戻り、29日にガ島撤退を支援するべくラバウルを出港してインディスペンサブル礁に向かい、水上機への燃料補給を行う。2月10日にラバウルに帰投。14日にラバウルを出港し、18日にトラックに到着。23日にトラックを出港し、3月5日に呉に到着して整備を受ける。4月15日、第7潜水戦隊は南東方面艦隊に編入。
25日、伊121は呉を出港し、5月7日にラバウルに到着。10日、食糧等26トンを積んでラバウルを出港。14日にラエに到着して輸送物資を降ろし、陸軍兵士15名を収容して出港。17日にラバウルに到着した。19日、輸送物資を乗せてラバウルを出港し、ラエに向かう。しかし、途中で機関に異常が見つかり、22日にラバウルに戻った。翌23日、食糧等26トンを積んで再度ラバウルを出港し、26日にラエに到着して輸送物資を降ろして出港し、29日にラバウルに到着した。31日、第13潜水隊の解隊に伴い、伊121は第7潜水戦隊直属となる。
6月1日、伊121は食糧等26.5トンを積んでラバウルを出港。3日にラエに到着して輸送物資を降ろし、陸軍兵士15名を収容して出港。6日にラバウルに到着した。8日、食糧等26.5トンを積んでラバウルを出港。10日にラエに到着して輸送物資を降ろし、陸軍兵士15名を収容して出港。13日にラバウルに到着した。20日、食糧等26.5トンを積んでラバウルを出港。22日にラエに到着して輸送物資を降ろして出港し、ラバウルに戻った。その後もラエ輸送に3回従事する。8月15日、第7潜水戦隊の解隊に伴い、伊121は呉鎮守府付属となる。
19日、伊121は輸送物資を乗せてラバウルを出港。ラエに到着して輸送物資を揚陸した後、呉に向かう。25日、伊121は呉防備戦隊第18潜水隊に編入される。
9月1日、伊121は呉に到着。以後は練習潜水艦となる。
1944年1月31日、第18潜水隊の解隊に伴い、伊121は第19潜水隊に編入される。
1945年4月20日、第19潜水隊の解隊に伴い、伊121は呉潜水戦隊第33潜水隊に編入される。
1945年6月12日、伊121は舞鶴に回航され、同地で終戦を迎える。11月30日除籍。
1946年（昭和21年）4月30日、舞鶴沖にある冠島近海の若狭湾で米海軍により海没処分された。同様に沈められた呂号第六十八潜水艦、呂号第五百潜水艦とともに船体の所在は2018年の調査で確認されている。

## 歴代艦長
※『艦長たちの軍艦史』386-387頁による。階級は就任時のもの。

### 艤装員長
1. 小林三良 少佐：1926年8月20日[10] -

### 艦長
1. 小林三良 少佐：1927年3月31日 - 1927年11月15日[11]
2. 中邑元司 少佐：1927年11月15日 - 1928年12月10日[12]
3. 佐藤四郎 少佐：1928年12月10日 - 1930年11月15日
4. 貴島盛次 少佐：1930年11月15日 - 1931年12月1日
5. 水口兵衛 少佐：1931年12月1日 - 1932年12月1日
6. 後藤汎 少佐：1932年12月1日 - 1933年9月1日[13] ＊1933年3月15日より予備艦
7. （兼）阿部信夫 少佐：1933年9月1日[13] - 1933年11月15日[14]
8. 高塚忠夫 少佐：1933年11月15日 - 1934年11月15日
9. 都築登 少佐：1934年11月15日 - 1935年7月3日[15]
10. 藤井明義 少佐：1935年7月3日 - 1936年2月15日 ＊伊22艦長兼任、1935年11月15日より予備艦
11. 中川肇 少佐：1936年2月15日[16] - 1937年3月20日[17]
12. 山田薫 少佐：1937年3月20日 - 1938年3月19日[18]
13. 小池伊逸 少佐：1938年3月19日 - 1938年7月30日[19]
14. 花房博志 少佐：1938年7月30日 - 1939年3月20日[20]
15. 日下敏夫 少佐：1939年3月20日 - 1939年7月29日[21]
16. （兼）吉留善之助 少佐：1939年7月29日[21] - 1939年8月16日[22]
17. 大谷清教 少佐：1939年8月16日 - 1940年10月30日[23]
18. 稲葉通宗 少佐：1940年10月30日 - 1941年1月31日[24]
19. 河野昌通 少佐：1941年1月31日 - 1941年6月2日[25]
20. 遠藤忍 中佐：1941年6月2日 - 1942年2月1日[26]
21. 藤森康男 少佐：1942年2月1日 -
22. 島田武夫 大尉：1942年10月15日 -
23. 渡辺正樹 大尉：1943年8月20日 -
24. 稲葉通宗 中佐：1944年2月23日 -
25. 上野忠弘 大尉：1945年1月10日 -